# Jessica Love
Jessica Love est une autrice, illustratrice et comédienne américaine.

## Biographie
Jessica Love étudie la gravure et l’illustration à l’Université de Californie. Comédienne de théâtre à New York pendant treize ans, elle se consacre à la littérature d'enfance et de jeunesse avec un premier ouvrage Julián is a Mermaid édité par Candlewick Press en 2018,,, et publié en français sous le titre Julian est une sirène.
L'autrice et illustratrice travaille pendant cinq années à écrire et illustrer cette histoire avant de finalement trouver un éditeur. L'ouvrage salué par la critique, remporte notamment le Stonewall Book Award et le prix Klaus Flugge en 2019,. Il obtient également en 2019 le prix BolognaRagazzi de la Foire du livre de jeunesse de Bologne, catégorie Opera Prima (Première Œuvre).
En 2020, Jessica Love poursuit les aventures de son personnage avec Julián at the Wedding (Julian au mariage) chez Candlewick Press,.

## Publications
- (en) Julian Is a Mermaid, 2018
  - Julian est une sirène, L'École des loisirs, Collection Pastel, 2020,  (ISBN 9782211306669)
- (en) Julián at the Wedding, 2020
  - Julian au mariage, L'École des loisirs, Collection Pastel, 2021,  (ISBN 9782211312189)

## Prix et distinctions
- Stonewall Book Award 2019 pour Julian est une sirène
- Prix Klaus Flugge 2019 pour Julian est une sirène
- Prix BolognaRagazzi 2019 de la Foire du livre de jeunesse de Bologne[8], catégorie Opera Prima (Première Œuvre) pour Julian est une sirène
- Finaliste Médaille Kate-Greenaway 2019[11] pour Julian est une sirène